# Paprika (film, 1991)
A Paprika 1991-ben bemutatott színes, olasz erotikus film. A műfaj elismert mesterének számító Tinto Brass alkotása tulajdonképpen John Cleland Egy örömlány emlékiratai – Fanny Hill című híres erotikus regényének az 1950-es évekbe helyezett modernizált feldolgozása, de a szerző neve nem szerepel a stáblistán. A forgatókönyv megírásában a rendező mellett részt vett Federico Fellini egyik állandó munkatársa, Bernardino Zapponi (1927–2000) is. A film nagy közönségsiker lett, de a kritikusoknak nem igazán tetszett. Magyarországra 2008-ig bezárólag semmilyen hivatalos forgalmazási csatornán keresztül nem jutott el: nem játszották mozikban, nem sugározta egyik tévécsatorna sem, nem jelent meg se VHS-en, se DVD-n.

## A cselekmény
|  | Alább a cselekmény részletei következnek! |

Madame Collette bemutatja Paprikát a többi lánynak (Martine Brochard és Deborah Caprioglio)

A velencei Mimma szenvedélyes teremtés, de a szíve aranyból van. Mikor vőlegényének, Ninónak anyagi gondjai támadnak, Mimma azzal segít rajta, amihez a legjobban ért: a szerelem művészetével. Munkát vállal Madame Collette bordélyházában, hogy keresetével megoldja Nino problémáit. A Madame az, aki a temperamentumos és tüzes teremtésnek a Paprika nevet adja, és hamar megkedveli őt, hiszen a buja idomokkal megáldott leányzónak sok vendége akad. Első kuncsaftja a jóképű tengerész, Franco, aki belehabarodik Paprikába, a lány azonban még mindig Ninónak tartogatja a szívét. A vőlegény viszont, miután menyasszonya segítségével kikeveredett a bajból, faképnél hagyja a lányt. Hamarosan kiderül, hogy a bordélyház falain kívül Francónak is van valakije, legalábbis Paprika ezt hiszi, amikor egy nyilvános helyen meglátja a tengerészt egy másik nővel. Paprika a vonaton megismerkedik egy rámenős fiatal férfival, Roccóval. A kisstílű gengszter a lány stricije lesz: megvédi ugyan Paprikát az inzultusoktól, de ki is használja őt. Paprika munkahelyet vált: Donna Olimpia római bordélyának fő attrakciója lesz. Olimpia asszony onnan kapta a nevét, hogy valaha részt vett az egyik olimpián, és egy evezőpad segítségével még most is formában tartja magát. Paprika bájai őt sem hagyják hidegen, ám amikor a közös fürdőzés közben a lány túlzottan bizalmaskodó hangot enged meg magának, Donna Olimpia azonnal érezteti vele, hogy ki a főnök. E malőrt leszámítva Paprikának igazán jó sora van az új helyén, Donna Olimpia éppúgy anyai módon gondoskodik róla, mint korábban Madame Collette. A baj azonban mégis bekövetkezik: a lány teherbe esik. Arról szó sem lehet, hogy a gyereket megtartsa, marad tehát a magzatelhajtás.
Paprika később véletlenül újra összeakad Francóval: szerelmes órákat töltenek együtt, de aztán megint el kell válniuk. A lány egyéb megoldás híján újra egy bordélyban köt ki, ahol az ő munkájában is furcsának mondható kalandok esnek meg vele. Egy idős kliense például elismeréssel hódol ugyan a bájainak, ám a szerelmi szolgáltatásokat inkább egy fiatalembertől várja. Egy másik ügyfél pedig valójában egy férfinak öltözött nő, egy újságíró, aki a prostituáltakról készül cikket írni. Paprika úgy gondolja, a tapasztalatok a legbeszédesebbek, ezért a legjobb tudása szerint részesíti örömökben az újságírónőt is. Kitartó és önfeláldozó munkája a szerelem világában nem marad jutalom nélkül: mivel Bastiano grófot is olyan élvezetekhez juttatta, amilyeneket a férfi nem is remélt volna, a régivágású arisztokrata feleségül veszi Paprikát, már csak azért is, hogy borsot törjön sznob családtagjai orra alá, akik az örökség reményében a halálát várják. Bastiano nemsokára valóban jobblétre szenderül, és az immár vagyonos Paprika végre tényleg azé a férfié lehet, akivel kölcsönösen szeretik egymást: Francóé. Amikor azonban az állam elrendeli a nyilvánosházak bezárását, Paprika utoljára ellátogat Madame Collette intézményébe, hogy a maga temperamentumos módján búcsút vegyen attól a helytől, ahol rendhagyó karrierje elkezdődött, és ahol megismerkedett Francóval.

## Háttér-információk

### A szereplők

Donna Olimpia megfürdeti Paprikát (Luciana Cirenei és Deborah Caprioglio)

A filmmel Tinto Brass az 1940-es, 1950-es évek legendás olasz bordélyainak világát kívánta felidézni. A forgatókönyvvel állítólag már 1986-ban elkészült, de a megvalósítás késlekedett, mert nem találta meg a megfelelő színésznőt a főszerepre. Választása végül a Snackbár Budapest (1988) című filmje egyik szereplőjére, Loredana Romitóra esett. A Paprika azonban mégsem vele készült el, mivel a rendező egy újságban meglátta a különc német filmsztár, Klaus Kinski volt barátnője, Deborah Caprioglio fotóját. Úgy érezte, ő lenne a valóban ideális Paprika. A fotós adta meg Deborah telefonszámát, és az ifjú hölgy – állítólag nem azonnal – igent mondott a felkérésre. Tinto Brass többször nyilatkozta, hogy filmjeinek fontosabb női szereplőit a fenekük alapján válogatja, mert „az nem tud hazudni”. Számos Brass-film jellegzetes beállítása az egymás mellett látható sok csupasz női hátsó, melyeket a kamera végigpásztáz. (Paprikának mellei mellett feneke az egyik fő vonzereje, és a filmben Bastiano gróf is a csupasz női hátsók alapján választja ki a számára legmegfelelőbb örömlányt, a hősnőt.) Az erotikus jelenetekről a pályakezdő színésznő úgy nyilatkozott, hogy bizonyos jelenetek természetesen nehézséget okoztak neki, de tisztában volt azzal, hogy számára ez csupán munka.
A szereplők közül többen más alkalommal is dolgoztak a rendezővel. Martine Brochard például A kukkolóban (1994) is játszott. Luciana Cirenei szerepelt még a Mirandában (1985), az Erotikus fantáziákban (1987), a Snackbár Budapestben (1988) és a Cosi fan tuttéban (1992). Eolo Capritti ugyancsak több más Brass-filmben játszott kisebb szerepeket: Caligula (1979), Felvétel! (1980)  A kulcs (1983), Erotikus fantáziák. A csúcstartó azonban egy férfi, a rendező jó barátja, a spagettiwesternekben feltűnt Osiride Pevarello, aki összesen tíz Tinto Brass-filmben játszott. John Steiner három Brass-filmben formált meg fontos szerepeket: Salon Kitty (1976), Caligula, Felvétel!. A Paprika forgatása után visszavonult a szakmából.

### A zene
Tinto Brass kedvelt fogása, hogy a zenei motívumok által is összekapcsolja a filmjeit. Az elsőként A kulcsban (1983) felcsendült polka a következő egy évtizeden keresztül a rendező mindegyik filmjében felhangzott, a Paprikában is hallható. Az Erotikus fantáziákból három, a Mirandából kettő, a Snackbár Budapestből pedig egy zenei motívum került át a Paprikába. Az egyik erotikus jelenet alatt Édith Piaf egyik sanzonja, a Mon manège a moi hallható. Renato Carosone három dalt ad elő a filmben: Ciribirin, La pansé, Pianofortissimo. Leo Ferré énekli a Jolie mome című szerzeményt. Egyéb zenei tételek: Tu m’aimes dis cheri, La plus bath de javas, L’amore é un pizzicor. A Paprika eredeti kísérőzenéjét Riz Ortolani komponálta.

### A fogadtatás

Rocco és Paprika (Stéphane Ferrara és Deborah Caprioglio)

A Paprika nagy siker volt a közönség körében, nem csak Olaszországban.[forrás?] Nemcsak a férfiak, hanem a nők is tetszéssel fogadták Brass filmjét.[forrás?] A nőegyletek és a vallási szervezetek azonban tiltakoztak, a kritikusok pedig zömmel negatívan fogadták. Az ok ugyanaz volt, mint a rendező számos más alkotása esetében, vagyis hogy Tinto Brass lealacsonyítja a női nemet, a férfiak élvezeti tárgyaként ábrázolja a nőket, a történet erkölcstelen, az egész film lényegében művészetnek álcázott egyszerű szoftpornó. A rendező mindezt egészen másként látja, szerinte filmjeivel elsősorban ahhoz járul hozzá, hogy az emberek nemüktől függetlenül megszabaduljanak a gátlásaiktól és a rengeteg szexuális tabu nyomasztó hatása alól. Bernardino Zapponi eredeti forgatókönyve alapján a trash-filmek olasz kiválósága, Joe d’Amato 1995-ben remake-et forgatott a filmből a magyar Erica Bella főszereplésével, ugyancsak Paprika címmel. Zapponi egyébként részt vett Brass következő alkotása, a Cosi fan tutte forgatókönyvének megírásában is: az újabb közös filmben a Claudia Koll által megformált hősnőt az anális örömökbe vezetik be.

## Főszereplők
- Deborah Caprioglio (Mimma / Paprika)
- Stéphane Ferrara (Rocco)
- Martine Brochard (Madame Collette)
- Stéphane Bonnet (Franco)
- Rossana Gavinel (Gina)
- Renzo Rinaldi (Bastiano gróf)
- Nina Soldano (újságíró)
- Clara Algranti (Sciura Angelina)
- Luciana Cirenei (Donna Olimpia)
- John Steiner (Ascanio herceg)
- Valentine Demy (Beba)
- Luigi Laezza (Nino)
- Riccardo Garrone (Zio)
- Paul Muller (Milvio)
- Osiride Pevarello (Remo)
- Elisabeth Kaza
- Domiziano Arcangeli (Gualtiero Rosasco, Bastiano gróf fia)
- Eolo Capritti